# Эванс, Бобби (игрок в американский футбол)
Бобби Эванс (англ. Bobby Evans, 24 марта 1997, Аллен, Техас) — профессиональный футболист, выступающий на позиции тэкла нападения в клубе НФЛ «Лос-Анджелес Рэмс».

## Биография
Бобби Эванс родился 24 марта 1997 года в Аллене, штат Техас. Там же он окончил школу, в составе её футбольной команды доходил до финала чемпионата штата. В 2015 году он поступил в Оклахомский университет.

### Любительская карьера
Сезон 2015 года Эванс провёл в статусе освобождённого игрока и не принимал участия в матчах. В 2016 году он провёл двенадцать игр, выходя в стартовом составе на месте правого тэкла. В 594 снэпах Бобби позволил соперникам сделать только два сэка. В сезоне 2017 года он сыграл в четырнадцати матчах. Последний чемпионат в составе «Оклахомы» Эванс отыграл на позиции левого тэкла. По его итогам линия нападения команды была признана лучшей в NCAA, получив награду имени Джо Мура. Всего за «Оклахому Сунерс» он сыграл в сорока матчах, все игроком стартового состава.

### Профессиональная карьера
Перед драфтом 2019 года обозреватель Bleacher Report Мэтт Миллер сравнивал Эванса с Дионом Доукинсом, оценивал его навыки игры левым тэклом как недостаточные и отмечал, что он может получить шанс проявить себя справа либо на месте гарда. К достоинствам игрока относили длину рук, физическую силу, игровой интеллект, позволяющий ставить правильные блоки для подвижных квотербеков. Минусами называли недостаток быстроты и проблемы в противостоянии скоростным пас-рашерам.
«Лос-Анджелес Рэмс» выбрали Эванса в третьем раунде драфта 2019 года. В августе клуб объявил о подписании контракта с игроком. Место в составе команды Бобби получил на десятой игровой неделе, когда заменил на месте правого тэкла Роба Хэвенстейна. В нападении он отыграл 473 снэпа, пропустив один сэк.